# Iluocoetes fimbriatus
Iluocoetes fimbriatus es una especie de pez de la familia de los Zoarcidae en el orden de los perciformes.

## Morfología
- Los machos pueden llegar a alcanzar los 35,6 cm de longitud total.
- Número de vértebras: 87-94.[1][2]

## Depredadores
En las Islas Malvinas es depredado por Cottoperca gobio y Salilota australis, en Argentina por Dipturus chilensis.

## Hábitat
Es un pez de clima templado y demersal que vive entre los 0-600 m de profundidad.

## Distribución geográfica
Se encuentra en Chile, Argentina e Islas Malvinas.